# Baskonia

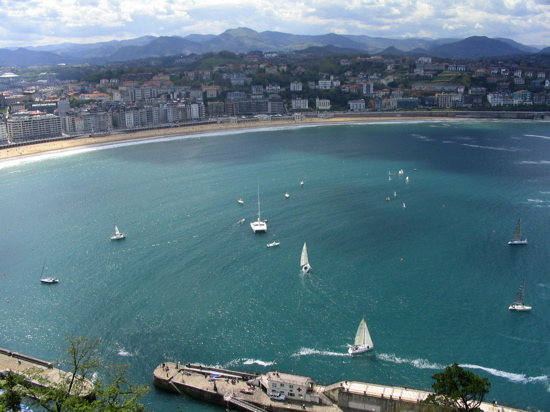
Miasto San Sebastián w prowincji Gipuzkoa

Lauburu – symbol kraju Basków.

Baskonia, Kraj Basków (bask. Euskal Herria, Euskadi, hiszp. Pais Vasco, Vasconia, fr. Pays Basque) – kraina historyczna na pograniczu Hiszpanii i Francji, położona nad Zatoką Biskajską, zamieszkana w znacznej części przez Basków.

## Podział administracyjny

### Prowincje historyczne
Baskonia składa się z siedmiu prowincji jak niżej, o tradycjach autonomicznych i określonych granicach pochodzących ze średniowiecza. Tradycyjnym celem baskijskich działaczy narodowych jest utworzenie niepodległego państwa składającego się ze wszystkich tych jednostek.
| Nazwa                                                | Powierzchnia  | Liczba mieszkańców | Stolica                                          |
| Bizkaia (hiszp. Vizcaya)                             | 2,2 tys. km²  | 1,1 mln            | Bilbao (hiszp. Bilbao)                           |
| Gipuzkoa (hiszp. Guipúzcoa)                          | 1,9 tys. km²  | 687 tys.           | Donostia (hiszp. San Sebastián)                  |
| Araba (hiszp. Álava)                                 | 3,0 tys. km²  | 296 tys.           | Gasteiz (hiszp. Vitoria)                         |
| Nafarroa (Nafarroa Garaia, hiszp. Navarra)           | 10,4 tys. km² | 570 tys.           | Iruñea (hiszp. Pamplona)                         |
| Lapurdi (franc. Labourd)                             | 0,9 tys. km²  | 205 tys.           | Bajonna (franc. Bayonne)                         |
| Zuberoa (Xiberoa, Xiberua, franc. Soule)             | 0,8 tys. km²  | 17 tys.            | Maule-Lextarre (franc. Mauléon-Licharre)         |
| Nafarroa Beherea (Baxenabarre, franc. Basse-Navarre) | 1,3 tys. km²  | 28 tys.            | Donibane Garazi (franc. Saint-Jean-Pied-de-Port) |

W roku 2001 wszystkie siedem prowincji zamieszkiwało około 2,9 mln ludzi, z czego około 2,1 mln to Baskowie.

### Część hiszpańska
W skład wspólnoty autonomicznej Kraj Basków (hiszp. País Vasco, potocznie Comunidad Autónoma Vasca; bask. Euskadi, Euskal Autonomia Erkidegoa) wchodzą prowincje Gipuzkoa, Bizkaia i Araba. Zajmuje ona powierzchnię 7,3 tys. km². W roku 2001 zamieszkiwało ją w sumie około 2,1 mln ludzi, z których większość (ok. 1,9 mln) to Baskowie, pozostali to głównie Hiszpanie. Najwięcej Basków mieszka w prowincjach Bizkaia i Gipuzkoa. Stolicą wspólnoty jest Vitoria-Gasteiz.
Prowincja Nawarry, której mieszkańcy w największym stopniu opowiadają się za Hiszpanią, mogła dołączyć do wspólnoty Kraju Basków, jednak utworzyła samodzielną wspólnotę autonomiczną. Większość jej mieszkańców to Hiszpanie.
Obie wspólnoty należą do najbardziej uprzemysłowionych i rozwiniętych gospodarczo regionów Hiszpanii.

### Część francuska
Baskijskie tereny francuskie noszą nazwę Iparraldea, Iparralde lub Ipar Euskal Herria (Baskonia Północna, franc. Pays basque français, Pays basque nord). Składają się na nie prowincje Lapurdi, Zuberoa i Nafarroa Beherea. Administracyjnie należą one do departamentu Pyrénées-Atlantiques. Zajmują w sumie 2,9 tys. km² i są zamieszkane przez 700 tys. ludzi, skupionych głównie wzdłuż wybrzeża.
Oprócz wybrzeża, francuska część Kraju Basków jest słabo zaludniona, a główne gałęzie gospodarki to turystyka i rolnictwo.

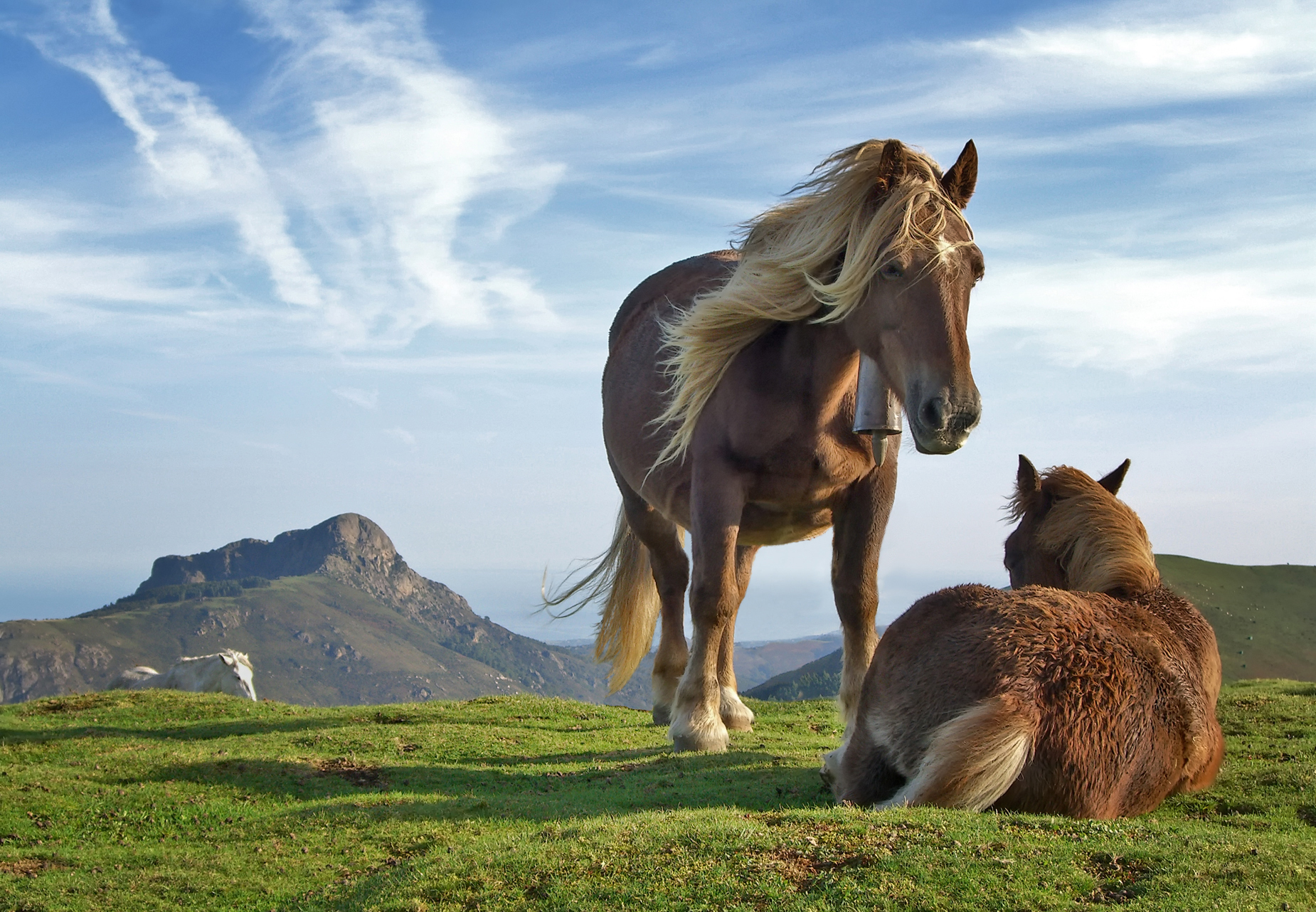
Konie w górach Bianditz między Nawarrą i Gipuzkoa

## Status prawny

### Hiszpania
Wspólnota autonomiczna Kraj Basków posiada od 1979 r. największą autonomię spośród wszystkich wspólnot autonomicznych Hiszpanii. Baskijski jest w niej dodatkowym językiem urzędowym. Wspólnota posiada własny parlament, rząd i prezydenta. Podział podatków między wspólnotę a Hiszpanię dokonuje się na podstawie tzw. umowy ekonomicznej (hiszp. Concierto Económico). Ze względów demograficznych w polityce dominują Baskowie.
Wspólnota autonomiczna Nawarry cieszy się podobnie dużą autonomią. Baskijski jest w niej dodatkowym językiem urzędowym, jednakże zakres jego użycia zależy od przynależności gminy do jednego z ustawowych obszarów: baskijskojęzycznego, mieszanego lub niebaskijskojęzycznego. Ze względów demograficznych w polityce dominują Hiszpanie.

### Francja
Ustrój Republiki Francuskiej reguluje Konstytucja V Republiki z dnia 4 października 1958 r. Formułuje ona zasadę państwa jednolitego, stanowiąc w art. 1: „Francja jest Republiką niepodzielną” oraz zasadę suwerenności narodu, które razem wyznaczają granice autonomii lokalnej. Rezultatem tych zasad jest przyjęcie wyłączności stanowienia aktów normatywnych przez centralne organy państwowe. Struktury terytorialne, powstałe w wyniku decentralizacji państwa unitarnego, stanowiąc sposób podziału administracyjnego kraju, posiadają jedynie władzę administracyjną.
Konstytucyjną bazą decentralizacji jest rozdział XII „O jednostkach terytorialnych”. Na struktury lokalne Francji składają się „wspólnoty terytorialne”, które określić można jako zgrupowania ludzi zamieszkujących wspólne terytorium i posiadających wspólny interes o charakterze publicznym. Zgodnie z art. 72 jednostkami terytorialnymi są gminy, departamenty, terytoria zamorskie. Inne jednostki podziału terytorialnego mogą być ustanawiane w drodze ustawy.
Jednostki te zarządzane są przez pochodzące z wyborów rady, będące organami stanowiącymi. Należy również wspomnieć o zasadzie domniemania kompetencji na rzecz gminy, sformułowanej w ustawie z 7 stycznia 1989 r. o podziale kompetencji między wspólnoty państwa i wspólnoty lokalne, zgodnie z którą gminie, jako podmiotowi prawa publicznego, przysługują wszelkie kompetencje, poza wyłączonymi z mocy ustawy.
Art. 2 Konstytucji stanowi, że językiem urzędowym jest francuski. Inaczej niż w przypadku Hiszpanii, nie przewiduje się możliwości istnienia języków współoficjalnych.
Należy stwierdzić, że ustrój Republiki Francuskiej nie przewiduje utworzenia odrębnych form samorządów mniejszości narodowych czy też jednostek autonomicznych. Nie ma natomiast przeciwwskazań odnoszących się do tworzenia euroregionów przy współudziale francuskich jednostek samorządu terytorialnego.
Francuska część Kraju Basków została połączona z francusko-oksytańsko-języcznym regionem Béarn w jeden departament Pyrénées-Atlantiques. Podział departamentu na dwie części jest jednym z żądań ugrupowań baskijskich.